# レスポートサック
レスポートサック（LeSportsac）は、アメリカ合衆国のバッグのブランドである。

## 概要
1974年に、ニューヨーク州ニューヨーク市で創業したバッグメーカーで、2006年には、米国のアクセサリー・ネットワーク・グループ傘下のブランドサイエンス社と伊藤忠商事により共同で買収されている。日本には、日本法人のレスポートサック・ジャパンがある。
カラフルなナイロン素材を、レスポートサックのロゴ入りのグログランテープで縁取りしたカジュアルなデザインが特徴的である。
2001年にアメリカ合衆国での旗艦店をニューヨーク市のマディソン・アベニューに開店した。2022年にはニューヨークのソーホー地区に新たな旗艦店「レスポートサック フラッグシップ & グローバルデザインスタジオ」をオープンした。
日本では1987年に販売を開始し、2001年11月には表参道に旗艦店の「レスポートサック表参道フラッグシップストア」をオープン、2006年10月には明治通り沿いに移転増床している。

## テレビ番組
- 日経スペシャル ガイアの夜明け ブランド争奪 ～百貨店･･･商社･･･密着！9ヵ月～（2008年3月25日、テレビ東京）[6] - 伊藤忠の買収を取材。